# Bonnefontaine
Bonnefontaine település Franciaországban, Jura megyében. Lakosainak száma 110 fő (2022. január 1.). Bonnefontaine Crotenay, Fay-en-Montagne, La Marre, Picarreau, Pont-du-Navoy és Hauteroche községekkel határos.

## Népesség
A település népességének változása:
| Lakosok száma | 107  | 97   | 98   | 92   | 97   | 99   | 104  | 112  | 116  | 110  |
|               | 1968 | 1982 | 1990 | 2006 | 2013 | 2015 | 2017 | 2019 | 2020 | 2022 |